# Futi Tavana
Futi Tavana est un joueur américain de volley-ball né le 25 septembre 1987 à Auckland (Nouvelle-Zélande). Il mesure 2,03 m et joue central. Il est international américain.

## Clubs
| Club                | De        | À         |
| ------------------- | --------- | --------- |
| Pallavolo Plaisance | 2012-2013 | 2012-2013 |
| Spacer's Toulouse   | 2013-2014 | 2013-2014 |

## Palmarès
- Championnat d'Amérique du Nord (1)
  - Vainqueur : 2013
- Challenge Cup (1)
  - Vainqueur : 2013